# Coelotes microps
Coelotes microps là một loài nhện trong họ Amaurobiidae.
Loài này thuộc chi Coelotes. Coelotes microps được Ehrenfried Schenkel-Haas miêu tả năm 1963.